# Scythropochroa quadrispinosa
Scythropochroa quadrispinosa är en tvåvingeart som beskrevs av Wallace A. Steffan 1969. Scythropochroa quadrispinosa ingår i släktet Scythropochroa och familjen sorgmyggor. Inga underarter finns listade i Catalogue of Life.